# Dekret o vyhlášení světového míru
Dekret o vyhlášení světového míru je dekret Ústavodárného národního shromáždění přijatý za Velké francouzské revoluce dne 22. května 1790.

## Historický kontext
Problematika války a míru se v sešitech křivd podávaných generálním stavům řešila jen zřídka. Pouze třetí stav volebního obvodu Mâcon požadoval, aby žádná dobyvatelská válka nemohla být podniknuta bez souhlasu národa.
V roce 1789 došlo k diplomatickému incidentu v zátoce Nootka mezi královstvími Velké Británie a Španělska. Začátkem roku 1790 se Ludvík XVI. pokusil o osobní zprostředkování mezi králem Velké Británie Jiřím III. a španělským králem Karlem IV. Pokus se ale nezdařil a hrozila válka. Vzhledem k rodinným vztahům mezi francouzskými Bourbony a španělskými Bourbony byla Francie spojencem Španělska. Proto Ludvík XVI. rozhodl o preventivních vojenských opatřeních. Dne 14. května 1790 ministr zahraničních věcí Montmorin Saint-Héren požádal Ústavodárné shromáždění, aby hlasovalo o mobilizaci námořnictva. Na shromáždění se diskuse, přerušená následující den, změnila po Lamethově intervenci: je třeba vědět, kdo bude mít právo vyhlásit válku.

## Dekret
Dne 16. května 1790 Ústavodárné shromáždění zahájilo diskusi k následující ústavní otázce: Měl by národ delegovat na krále výkon práva na mír a válku? Dne 19. května Dupont de Nemours navrhl první návrh dekretu o devíti článcích. Dne 20. května Mirabeau nabídl druhý, o jedenácti článcích. Celkem bylo představeno 22 dvacet návrhů. 22. května přijalo shromáždění téměř jednomyslně první tři články dekretu, poté po přijetí článků 4 a 5 odložilo článek 6, který odkázalo ústavnímu výboru; Nakonec téměř jednomyslně čtyři další články.
Ústavodárné shromáždění rozhodlo, že je na něm vyhlásit válku nebo mír na návrh krále Ludvíka XVI. Tento dekret, přijatý 22. května 1790 byl nazván Deklarace světového míru, protože hlásá, že "Francouzský národ se zříká jakékoli války s cílem dobývat a [prohlašuje], že nikdy nepoužije sílu proti svobodě žádného národa."
Ústava ze 3. září 1791 obsahovala několik částí dekretu z 22. května 1790.

## Analýza
Podle historika Jeana Paula Bertauda (1935-2015) nebylo toto prohlášení světového míru diktováno ani tak doktrinálním pacifismem, jako spíše snahou vyhnout se zvýšení vlivu královské moci. Králi, jakožto veliteli armády, by případné vítězství prospělo a mohl by diktovat svou politiku poslancům shromáždění. Dekret považuje být v rozporu se zásadami Deklarace práv člověka a občana z roku 1789, kde se hovoří o tom, že národy mají právo na sebeurčení.
Zákonodárné shromáždění nakonec 20. dubna 1792 vyhlásilo válku českému a uherskému králi s tím, že jde o válku spíše proti panovníkovi než proti lidu.
Prohlášení o světovém míru se nachází rovněž v preambuli Ústavy Francouzské republiky z 27. října 1946 a na ni navazující preambuli ústavy  Páté republiky ze 4. října 1958.